# خامه، شکلات و… پاپریکا
خامه، شکلات و… پاپریکا (ایتالیایی: Crema, cioccolata e... paprika) یک فیلم کمدی اِروتیک ایتالیایی به کارگردانی میکله ماسیمو تارنتینی است که در سال ۱۹۸۱ منتشر شد.
در میان فیلمنامه‌نویسان فیلم، نام جوزپه گرکو خودنمایی می‌کند که در عین حال در این فیلم بازی هم کرد. او پسر میکله گرکو رئیس مافیای سیسیل بود. در واقع به نظر می‌رسد که این خانوادهٔ گرکو بوده‌اند که برای ارضای جاه‌طلبی‌های هنریِ پسرِ رئیس، این فیلم را تأمینِ مالی کرده‌اند. همچنین به‌دلیل همین فیلم بود که اتهام ارتباط با مافیای علیه فرانکو فرانکی مطرح شد. بازیگران دیگری مانند باربارا بوشه و جورجو براکاردی بعدها گفتند که در آن هنگام نمی‌دانستند با چه کسانی سر و کار دارند.

## گزیدهٔ بازیگران
- باربارا بوشه
- رنتسو مونتانیانی
- فرانکو فرانکی
- جوزپه گرکو
- سیلویا دیونیزیو
- چیچو اینگراسیا
- جورجو براکاردی
- آلبرتو فارنزه
- ماریا تدسکی